# Ion James Muirhead Williams
Ion James Muirhead Williams (* 29. Juni 1912 in Kenilworth, Kapland; † 7. Januar 2001) war ein südafrikanischer Ingenieur und Botaniker. Sein offizielles botanisches Autorenkürzel lautet „I.Williams“; früher war auch das Kürzel „I.J.M.Williams“ in Gebrauch.

## Leben und Wirken
Williams schloss ein Ingenieurstudium an der Universität Kapstadt ab. In den folgenden Jahren arbeitete er als Ingenieur. Danach betätigte er sich jahrzehntelang als Amateurbotaniker. Erst 1972 erhielt er einen Abschluss als Botaniker von der Universität Kapstadt für seine Revision der Gattung der Silberbäume (Leucadendron) und Untersuchungen zu mehreren Gattungen aus der Familie der Rautengewächse (Rutaceae).
Große Verdienste erwarb sich Williams mit seinem Einsatz für das von ihm gegründete Naturreservat Vogelgat bei Hermanus. 1969 kaufte er das Gelände auf; er besorgte die Anlage von Wegen und Unterkünften im Naturreservat, leistete bedeutende Beiträge zur Anlage des Fernkloof Herbarium und setzte sich mit großem Engagement für die Entfernung invasiver Neophyten aus der Flora des Naturreservats ein.
Williams wurde 1973 mit der Harry-Bolus-Medaille ausgezeichnet; 1984 erhielt er die Cape Times Centenary Medal for Conservation. 1997 wurde ihm der Freedom of Hermanus verliehen.
Seine botanische Sammlung war die Quelle für neu beschriebene Pflanzenarten wie Sympezia williamsorum Oliver und Indigofera superba C.H.Stirt..

## Werke
- Some new combinations and three new species of Leucadendron. In: Jl. S. Afr. Bot. 1967, S. 141–153.
- A Revision of the Genus Leucadendron. In: Contribution Bot. Herb. Band 3, 1972.